# Conseil international des femmes
Pour les articles homonymes, voir CIF et ICW.

Pays ayant une organisation affiliée à l'ICW.

Le Conseil international des femmes ou CIF (en anglais, International Council of Women ou ICW) est une organisation internationale pour la promotion des droits des femmes, fondée en 1888 aux États-Unis.
Depuis sa création en 1888, le CIF vise à unifier les organisations nationales de femmes pour promouvoir les droits humains, l'égalité des sexes, la paix et l'implication des femmes au niveau international. Il regroupe environ 75 conseils nationaux des femmes de différents pays, auxquels se rajoutent des conseils régionaux dans certains pays d'Amérique et d'Europe.
Cette organisation non gouvernementale a le statut consultatif auprès de différents organes des Nations unies : Cnuced, Ecosoc, ILO, FAO, OIT, OMS, OUDI, PNUD, PNUE, UNESCO et UNICEF.

## Histoire

### Débuts
Le CIF est créé dans le contexte de la première vague féministe.
En 1882, les suffragistes américaines Elizabeth Cady Stanton et Susan B. Anthony se rendent en Angleterre et en France pour y rencontrer d'autres militantes. Là germe l'idée d'une organisation internationale de femmes. Lors d'une réception donnée à Liverpool en leur honneur, cette idée est présentée et bien accueillie et un comité de correspondance est aussitôt formé pour y travailler.
La National Woman Suffrage Association, (NWSA), dirigée par Susan B. Anthony et Elizabeth Cady Stanton, organise le congrès fondateur du Conseil international des femmes (CIF) à Washington, le 25 mars 1888, lors de son deuxième congrès.
Les deux objectifs principaux du Conseil sont d'« établir une communication constante entre les associations des femmes de tous les pays » et de « leur fournir des occasions de se rencontrer et de délibérer sur les questions relatives au bien public et à la sécurité de la famille et de l’individu » (statuts du CIF, 1888). Il s'agit de former des conseils nationaux de femmes dans chaque pays. Les conseils réuniraient ainsi des femmes de nombreuses nations et travailleraient sur plusieurs fronts concernant les droits des femmes. Le Conseil national des femmes américaines (en) est immédiatement créé ; dans les autres pays, les fondations furent plus lentes.
Au cours des premières années, l'association américaine prend en charge de nombreuses dépenses du CIF. La plupart des réunions ont lieu en Europe ou en Amérique du Nord et trois langues officielles sont adoptées : l'anglais, le français et l'allemand, langues des pays les plus puissants du monde à l'époque.
À ses débuts, le CIF n'agit pas activement en faveur du droit de vote des femmes, afin de ménager ses membres les plus conservatrices, mais cette position réservée entraîne la formation d'organisations de femmes concurrentes plus radicales, comme l'Alliance internationale pour le suffrage des femmes,.
À partir de 1899, le CIF aborde des sujets plus importants et forme des comités permanents chargés de traiter, notamment, les thèmes de la santé, du suffrage ou encore de la paix.
Le CIF organise des congrès internationaux d’abord tous les cinq ans, puis tous les trois ans ; le premier a lieu à Berlin en 1894, le deuxième à Londres en 1899.

### XXesiècle
Durant la Première Guerre mondiale, la plupart des organisations féministes se rallient à l'effort de guerre. Chaque association nationale adhérente à une organisation internationale de femmes soutient ainsi son pays durant le conflit. Une minorité féministe, plus radicale, refuse de délaisser leur combat pacifiste et créé en 1915, lors d'un congrès à La Haye, le Comité international des femmes pour la paix permanente, qui deviendra en 1919 la Ligue internationale des femmes pour la paix et la liberté (LIFPL). Cette dernière est une fédération de sections nationales, à la différence des conseils nationaux du CIF, qui disposent de davantage d'autonomie dans chaque pays.

#### Société des Nations
Pendant la conférence de la paix de Paris de 1919, une délégation composée de membres du Conseil international des femmes et de la Conférence des femmes interalliées remet une pétition à la commission chargée de travailler sur le projet de Société des nations (SDN) et dont le président américain Woodrow Wilson est membre. Elles lui demandent de réprimer le trafic des femmes, d'autoriser les femmes à travailler à la SDN, de leur permettre de voter aux référendums sur les changements de nationalité, de mettre sur pied des services internationaux pour l'éducation et la santé publique et enfin de se prononcer pour limiter les armements, influençant à la marge la rédaction du traité de Versailles. Les revendications du Conseil international des femmes sont aussi examinées par une commission de la Conférence de la paix, chargée rédiger le projet des clauses d'un traité sur le travail (origine de l'Organisation internationale du travail, OIT). Elles seraient à l'origine de l'un des principes généraux de l'OIT, selon lequel « les hommes et les femmes doivent recevoir un salaire égal à travail égal ».
En 1925, le CIF créée une première coalition, le Comité collectif permanent des organisations internationales de femmes, pour faire pression en faveur de la nomination de femmes à la Société des Nations. En 1931, les organisations membres du Comité collectif permanent créent à leur tour le Comité de liaison des organisations internationales de femmes. La même année, la SDN réunit un Comité consultatif des femmes sur la nationalité, afin d'aborder la question des droits (et de la nationalité) d'une femme mariée à un homme ressortissant d'un autre pays,.
Le Conseil international des femmes et l'Alliance internationale pour le suffrage des femmes ont fait admettre que la condition de la femme doit être traitée au niveau international. Au sein de la SDN, elles ont participé à la création, en 1937, du Comité d'experts de la Société des Nations sur le statut juridique des femmes, à l'origine de la Commission de la condition de la femme (CCF),. Ce comité d'experts est composé de trois hommes et de quatre femmes, dont la Suédoise Kerstin Hesselgren, la Française Suzanne Basdevant, du Conseil international des femmes, ainsi que la juge américaine Dorothy Kenyon, qui sera membre de la Commission de la condition de la femme de 1946 à 1950 et à la tête de l'Alliance internationale des femmes de 1946 à 1952.
En 1938, le CIF est l'une des organisations internationales de femmes les plus connues et les plus consultées, disposant de trente-six conseils nationaux affiliés.
La Seconde Guerre mondiale perturbe sérieusement le fonctionnement du CIF. Les congrès sont suspendus, mais certains conseils nationaux continuent à travailler. En 1946, le CIF se réunit à Philadelphie pour essayer de retrouver son unité. Le congrès adopte une déclaration condamnant la guerre et les crimes contre l'humanité et demandant un rôle plus actif pour les femmes dans les sphères nationales et internationales.

#### Nations unies
En 1947, le Conseil international des femmes et deux autres organisations (l'Alliance internationale pour le suffrage des femmes et la Fédération démocratique internationale des femmes), reçoivent un statut consultatif de catégorie « B » auprès du Conseil économique et social des Nations unies, aux côtés de dix autres organisations féministes internationales. Chacune de ces organisations participe activement à la Commission de la condition de la femme de l’ONU.
Pendant la guerre et la résistance, de nombreuses femmes ont acquis ou renforcé une expérience d'autonomie et des convictions pacifistes ; elles vont ainsi ensuite œuvrer pour que les droits des femmes soient reconnus au titre des droits de l'homme par l'Organisation des Nations unies. Minerva Bernardino, vice-présidente du CIF de 1947 à 1957, travaille à ce titre, avec d'autres femmes, à l'inclusion de l'égalité des droits entre les hommes et les femmes dans le préambule de la Charte des Nations unies ainsi qu'à la création d'une sous-commission sur le statut des femmes au sein de la Commission des droits humains (l'actuelle Commission de la condition de la femme, CCF en français, CSW en anglais). La CCF est entièrement constituée de femmes militantes, notamment du CIF,. Marie-Hélène Lefaucheux du CIF est la deuxième présidente de la Commission de la condition des femmes de 1948 à 1952.
Actuellement, le CIF a un statut consultatif ECOSOC la plus haute accréditation qu'une ONG puisse obtenir aux Nations unies. À l'UNESCO, les ONG se rassemblent au sein d'un comité de liaison des ONG, composé d'organisations issues de 70 pays et siège à Paris. Des réunions internationales ont lieu tous les trois ans.
En 2015, l'assemblée générale du CIF à Izmir adopte le thème triennal « Transformer la société grâce au renforcement du pouvoir des femmes » pour la période 2015-2018. En 2018, est adopté le nouveau thème « Protection sociale pour les femmes et les filles : développement durable pour le monde ».

## Associations membres
La liste complète des membres est disponible sur le site du Conseil international des femmes.
- Union des organisations féministes allemandes
- Conseil national des femmes américaines (en)
- Conseil national des femmes belges[12],[13]
- Conseil des femmes danoises (en)
- Conseil national des femmes françaises
- Conseil national des femmes italiennes
- Conseil national des femmes du Canada[14]
- Association nationale pour la santé des femmes d'Irlande
- Conseil national des femmes néerlandaises (en)
- Conseil national des femmes norvégiennes (en)
- Conseil national des femmes tchécoslovaques (en)
- Conseil national des Femmes du Luxembourg
- Union nationale de la femme tunisienne
- Conseil National des Femmes de Grande Bretagne
- Nederlandstalige Vrouwenraad vzw

En 1961, est fondé le Centre européen du Conseil international des femmes (ECICW) qui est un des fondateurs du Lobby européen des femmes (European Women's Lobby, EWL).

## Liste des présidentes
| Nom                       | Mandat              | Nationalité      |
| ------------------------- | ------------------- | ---------------- |
| Aucune                    | 1888-1893           | -                |
| Ishbel Hamilton-Gordon    | 1893-1899           | Royaume-Uni      |
| May Wright Sewall         | 1899-1904           | États-Unis       |
| Ishbel Hamilton-Gordon    | 1904-1920           | Royaume-Uni      |
| Pauline Chaponnière-Chaix | 1920-1922           | Suisse           |
| Ishbel Hamilton-Gordon    | 1922-1936           | Royaume-Uni      |
| Marthe Boël               | 1936-1947           | Belgique         |
| Renée Girod               | (interim) 1940-1945 | Suisse           |
| Jeanne Eder-Schwyzer      | 1947-1957           | Suisse           |
| Marie-Hélène Lefaucheux   | 1957-1963           | France           |
| Mary McGeachy             | 1963-1973           | Canada           |
| Mehrangiz Dowlatshahi     | 1973-1976           | Iran             |
| Ngarmchit Purachatra      | 1976-1979           | Thaïlande        |
| Miriam Dell               | 1979-1986           | Nouvelle-Zélande |
| Hong Sook-ja              | 1986-1988           | Corée du Sud     |
| Lily Boeykens             | 1988-1994           | Belgique         |
| Kuraisin Sumhadi          | 1994-1997           | Indonésie        |
| Pnina Herzog              | 1997-2003           | Israël           |
| Anamah Tan                | 2003-2009           | Singapour        |
| Cosima Schenk             | 2009-2015           | Suisse           |
| Jungsook Kim              | 2015-2022           | Corée du Sud     |
| Martine Marandel          | 2022-               | France           |

## Liste des congrès
- 1888 : Washington, D.C. (congrès fondateur)
- 1894 : Berlin
- 1899 : Londres
- 1904 : Berlin
- 1909 : Toronto[15]
- 1914 : Rome[16]
- 1920 : Kristiania[17]
- 1925 : Washington, D.C.[18]
- 1930 : Vienne[19]
- 1933 : Chicago[20]
- 1936 : Calcutta, organisée conjointement par le CIT et le Conseil national des femmes en Inde[21]
- 1946 : Philadelphie
- 2006 : Kiev
- 2009 : Johannesburg
- 2012 : Séoul
- 2015 : Izmir
- 2018 : Yogyakarta
- 2022 : Avignon

## Archives
Les documents du Conseil international des femmes sont conservés par la Women's Library (Londres).
D'autres documents sont conservés par la bibliothèque des Nations unies à Genève, la Bibliothèque du Congrès à Washington, les Archives de l'UNESCO à Paris, les Archives internationales pour le Mouvement des femmes à Amsterdam, le Centre d'archives et de recherches pour l'histoire des femmes à Bruxelles, la bibliothèque Sophia-Smith du Smith College (Massachusetts), la bibliothèque commémorative Margaret Cousins à New Delhi et la collection Lady Aberdeen de l'Université de Waterloo (Ontario).

## Annexe

### Personnalités liées
- Adela Milčinović (1878-1968), femme de lettres, journaliste et féministe croate